# سلول گروو

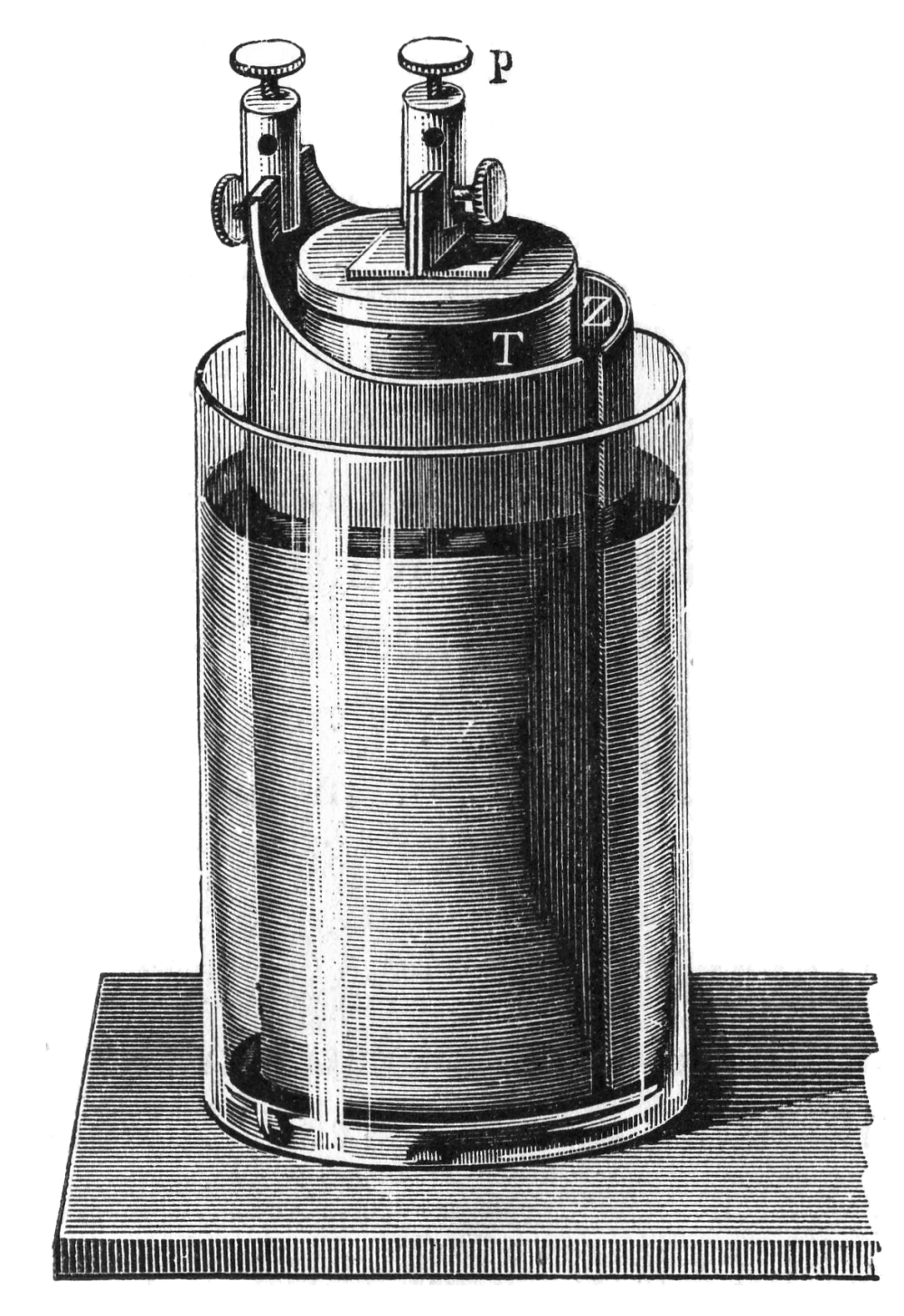
طرحی از یک سلول گروو مربوط به سال ۱۸۹۷ میلادی

سلول گروو(به انگلیسی: Grove cell) گونه‌ای از سلول گالوانی نوع اول است که در آن از یک آند روی در محلول رقیق سولفوریک اسید و یک کاتد پلاتین در محلول غلیظ نیتریک اسید، استفاده شده‌است. این پیل الکتریکی نخستین بار توسط شیمیدان بریتانیایی ویلیام رابرت گروو اختراع گردید. پیل گروو می‌تواند ولتاژی تا حدود ۱٫۹ ولت طبق واکنش شیمیایی زیر تولید کند:
Zn + H2SO4 + 2HNO3 → ZnSO4 + 2 H2O + 2 NO2↑